# Muhammad Aszik
Muhammad Abdelhak Aszik (arab. ‏محمد عبد الحق عشيق‎; ur. 1 lutego 1965) – marokański bokser, brązowy medalista letnich igrzysk olimpijskich w Barcelonie w kategorii koguciej.
W pierwszej walce na turnieju olimpijskim w Barcelonie pokonał Dietera Berga w stosunku 3–0. W kolejnej walce pokonał Algierczyka Slimane Zengli (12–8). W pojedynku ćwierćfinałowym wygrał z Remigio Moliną z Argentyny (15–5). W półfinale przegrał z późniejszym złotym medalistą Joelem Casamayorem.
Aszik wystąpił również na igrzyskach w Seulu w 1988 oraz w Atlancie w 1996, jednak bez powodzenia. W Seulu przegrał w pierwszej rundzie ze Szwedem Jimmym Majanyą, natomiast w Atlancie, również już w pierwszej walce, został pokonany przez Robbiego Pedena.
Jego starszy brat Abdelhak Aszik był również bokserem, medalista olimpijskim z 1988.